# Pavel Antov
Pavel Genrichovič Antov (rusky Павел Генрихович Антов; 22. prosince 1957 Voskresensk, Sovětský svaz – 24. prosince 2022, Indie) byl ruský politik a podnikatel. Byl poslancem v zákonodárném sboru Vladimirské oblasti.
V roce 2019 ho ruský Forbes označil za nejbohatšího poslance v Rusku. Byl viceprezidentem a menšinovým akcionářem společnosti Vladmirsky Standart, která je jedním z největších výrobců uzenin v Rusku.
Antov zemřel poté, co údajně vypadl z okna v hotelu ve městě Rayagada v indickém státě Uríša. Dva dny předtím zemřel v tomtéž hotelu jeho blízký přítel, podnikatel Vladimir Bidenov.

## Život
Antov byl absolventem Vojenské lékařské akademie S. M. Kirova v Petrohradě. Po promoci se však kvůli zranění musel vzdát plánu stát se vojenským lékařem.
V roce 1985 se přestěhoval do města Vladimir a pracoval jako psychiatr. Stal se zde oblastním zastupitelem. Po rozpadu Sovětského svazu byla uzavřela nemocnice, ve které pracoval. Začal podnikat, v roce 2000 založil firmu "Vladmirsky Standart", která se stala významným výrobcem masných a uzenářských výrobků. Její roční tržby byly odhadovány na 11,56 miliardy rublů, přičemž čistý zisk činil 553 milionů rublů (asi 200 mil. Kč).
Od roku 2019 působil jako viceprezident firmy a byl jejím menšinovým akcionářem.

## Smrt
Dne 21. prosince 2022 se s dalšími třemi ruskými turisty, včetně svého blízkého přítele, obchodníka Vladimira Bidenova, ubytoval v hotelu ve městě Rayagada ve východoindickém státě Uríša.
Následujícího dne byl Bidenov nalezen v bezvědomí ve svém pokoji. Byl převezen do okresní nemocnice, kde ho lékař prohlásil za mrtvého.
Dne 24. prosince bylo Bidenovo tělo zpopelněno. Téhož dne byl v tratolišti krve před hotelem nalezen mrtvý Antov.
Jeho smrt je médii řazena k sérii podezřelých úmrtí ruských podnikatelů, k níž došlo během roku 2022. V červnu Antov kritizoval válku na Ukrajině a útoky na Kyjev označil za teror. Poté ale svá slova odvolal a omluvil se. Zdůraznil, že vždy podporoval prezidenta Vladimira Putina a že sdílí cíle vojenské operace na Ukrajině.